# 坦布雷河
坦布雷河（Río Tambre）是西班牙的河流，位於該國西北部，發源自索夫拉多，流經拉科魯尼亞省，河道全長134公里，流域面積1,531平方公里，河道上有五座水壩。
坦布雷河的主要支流是杜夫拉河和巴尔卡拉河。

## 图集

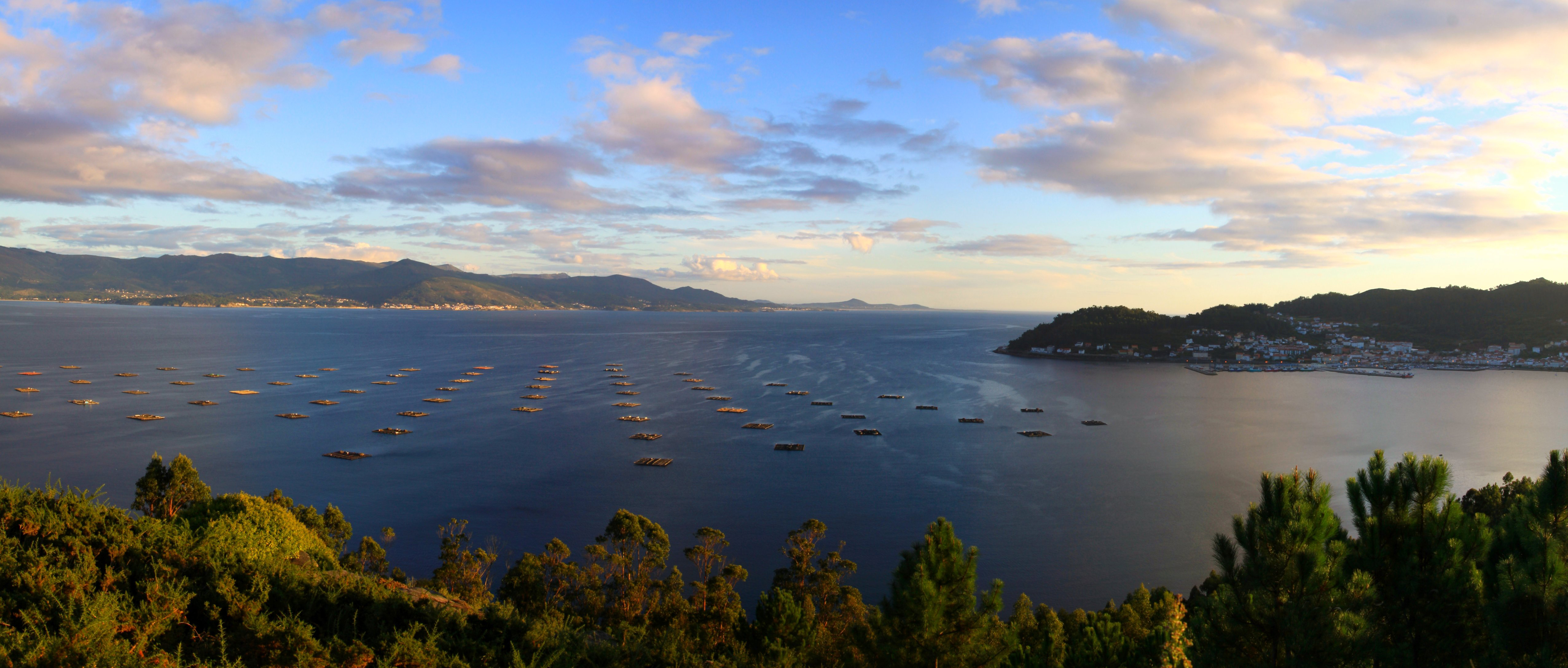
穆罗斯-诺亚湾
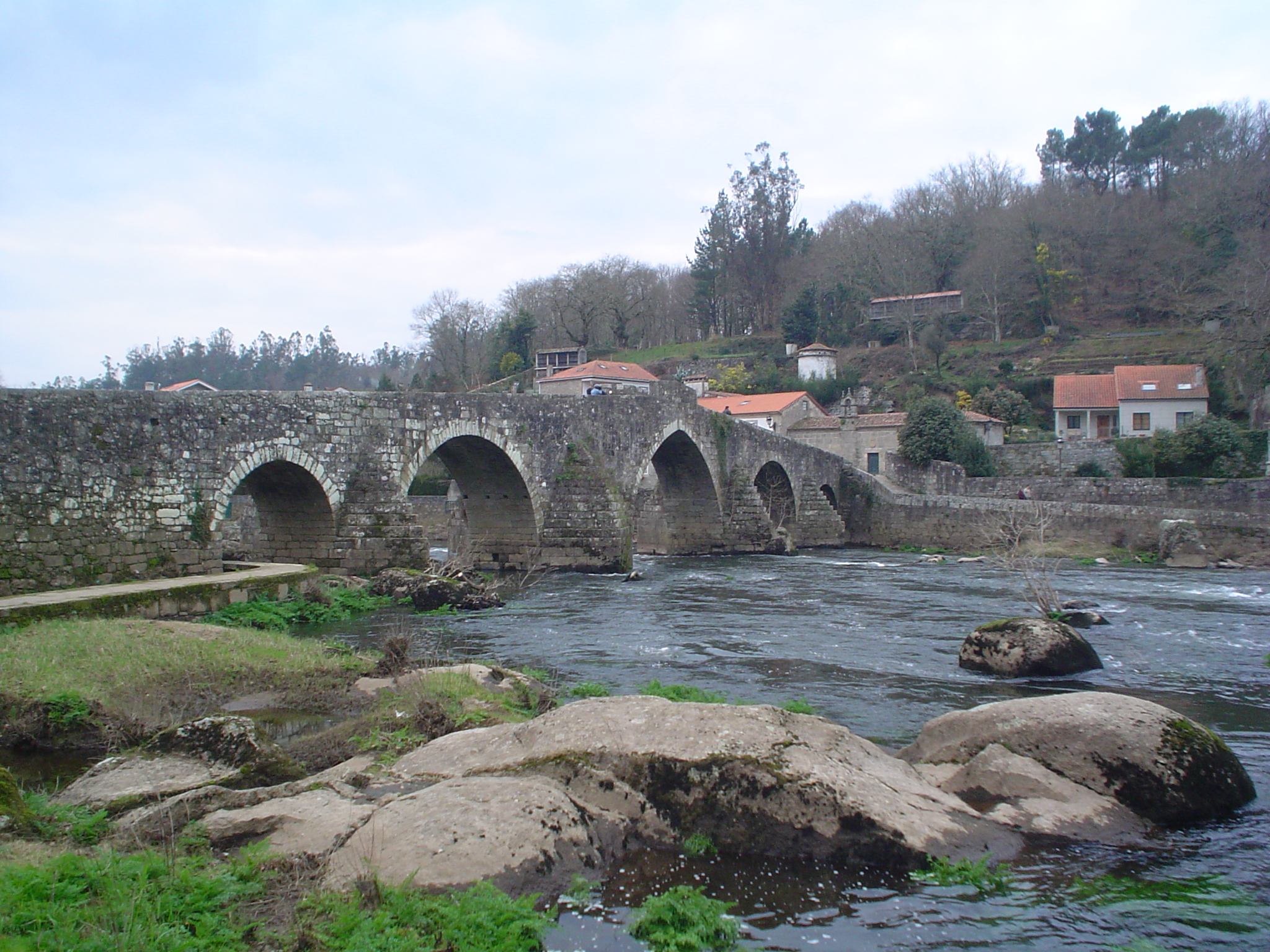
马塞拉桥
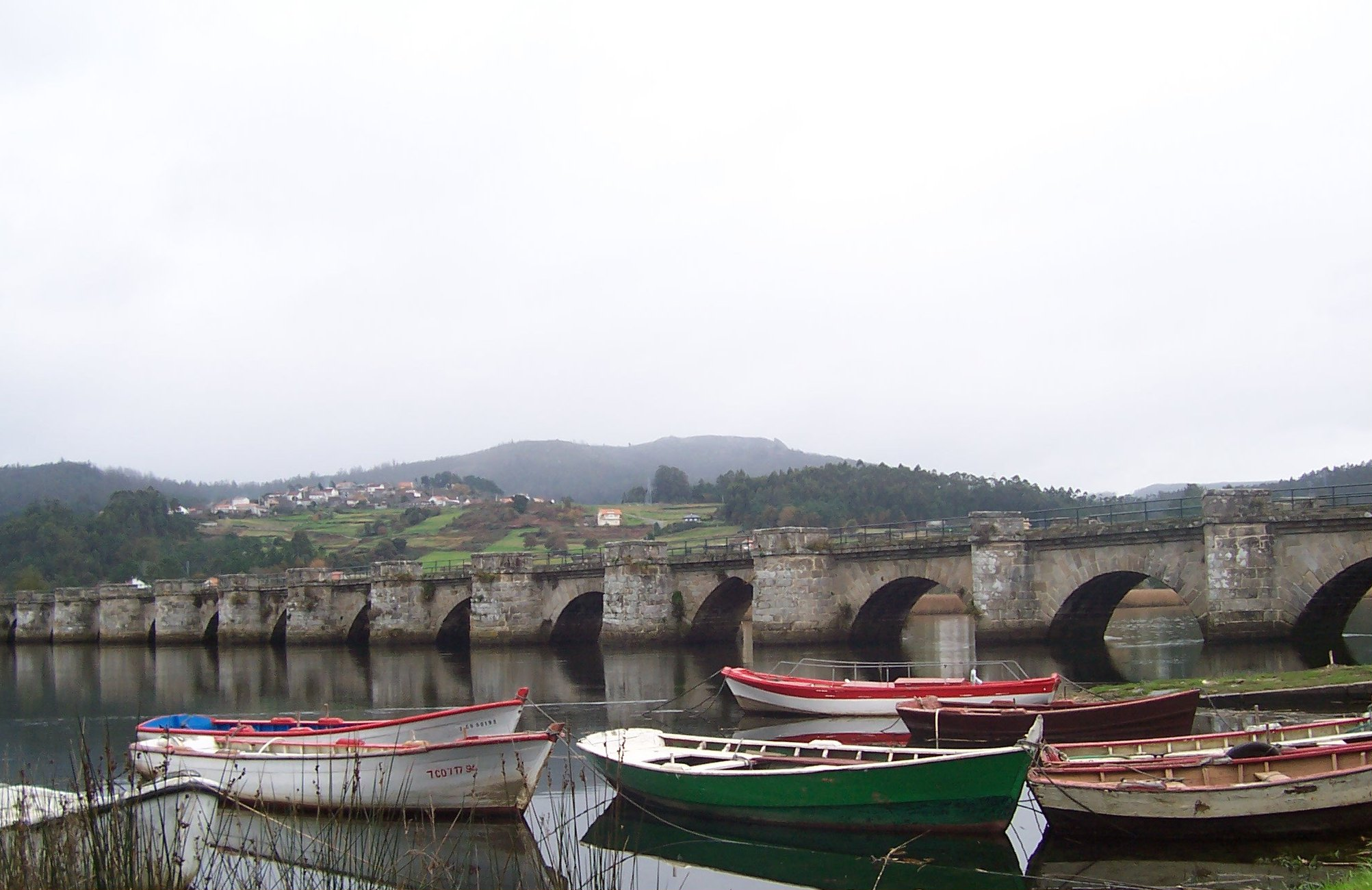
纳方索桥